# Grensmaas

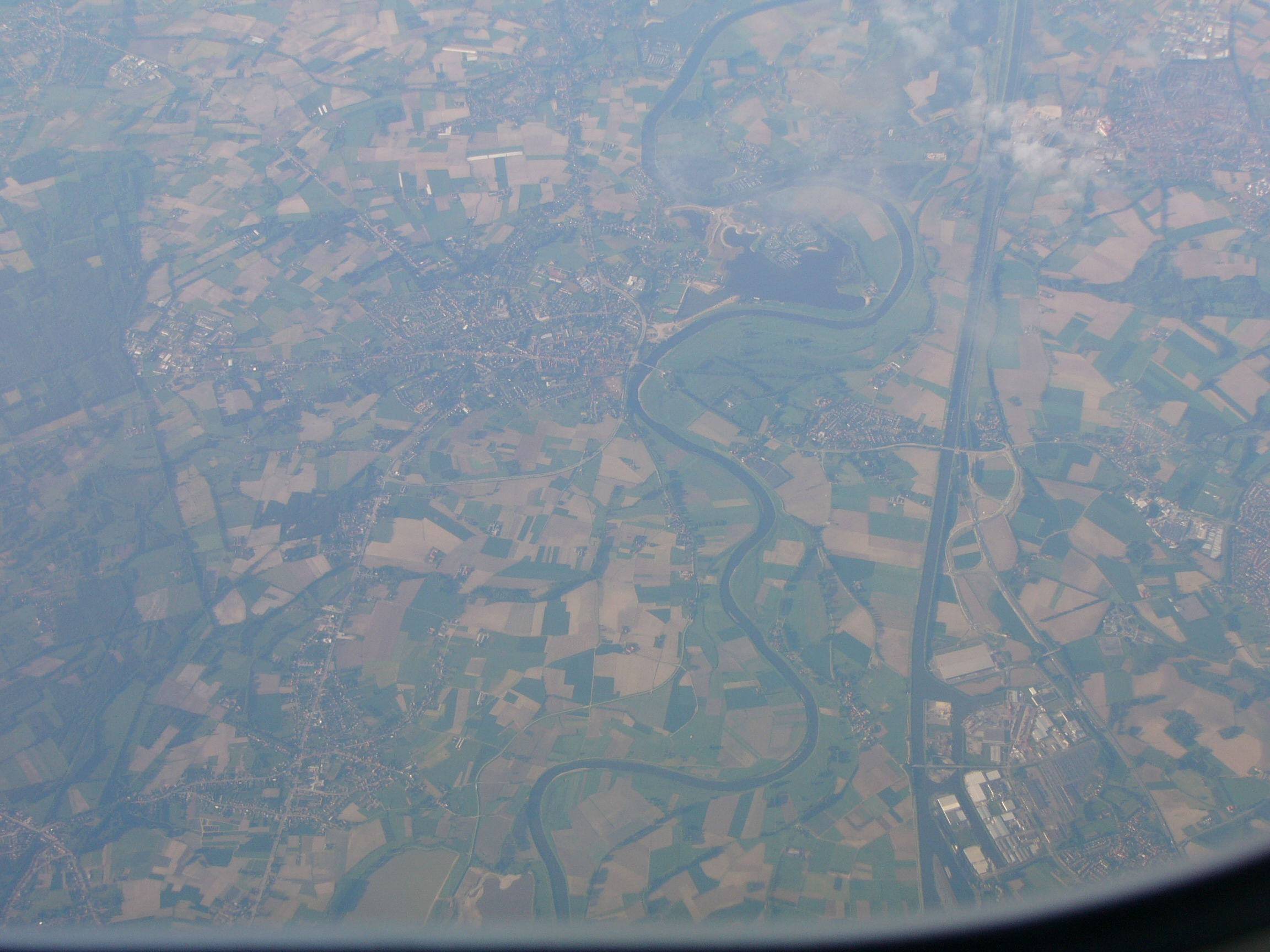
Kronkelende Grensmaas en kaarsrecht Julianakanaal nabij de Belgische stad Maaseik

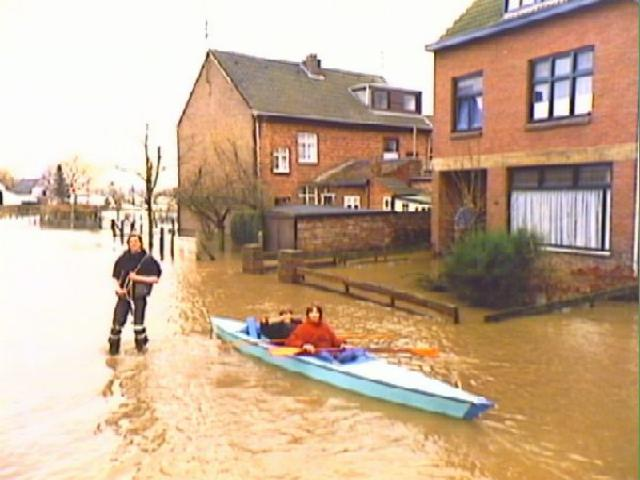
Het overstroomde Borgharen in 1993

De Grensmaas is het deel van de Maas vanaf Maastricht en Smeermaas stroomafwaarts tot voorbij Kessenich en Wessem. De Grensmaas is niet bevaarbaar, is ongeveer 47 kilometer lang en vormt sinds 1839 de grens tussen België en Nederland, de provincies Belgisch en Nederlands Limburg.
Mede als gevolg van haar functie als landsgrens bleven de Maas en de Maasvallei een natuurrijk gebied: een gevarieerd landschap met een wirwar van oude rivierarmen, oeverwallen, stroomgeulen, grindbanken en aansluitend goed omlijnde woonkernen. Het Maasland heeft een eigen gezicht met ook enkele monumentale historische plaatsen. Als regenrivier - haar waterpeil is sterk afhankelijk van neerslag stroomopwaarts in de Ardennen en het noordoosten van Frankrijk - veroorzaakt de Grensmaas geregeld overstromingen. Het landschap langs de Grensmaas is - vooral in België - de voorbije decennia sterk gewijzigd als gevolg van grootschalige grindwinning, waardoor grote waterpartijen zijn ontstaan, de Maasplassen. Zowel in Nederland als in België staat de Grensmaas op de lijst van de Natura 2000-gebieden. In 2023 werd het Landschapspark Maasvallei er opgericht.
In het verleden bestond de Maas uit een aantal geulen die soms opnieuw tot leven werden gewekt en weer met elkaar verbonden. Archieven spreken van twee 'principael Maesen' (hoofdstromen). Dat er meerdere geulen bestonden zorgde voor lagere waterstand en dat dorpen zoals Uikhoven, Opgrimbie, Boorsem, Kotem en Meers niet werden weggevaagd of nooit gebouwd vanwege onverstromingsgevaar.

## Project Grensmaas
De Grensmaas kreeg in de eenentwintigste eeuw een volledig ander uitzicht krijgen door de uitvoering van het Project Grensmaas aan de Nederlandse en de Belgische kant: hoogwaterbeveiliging en rivierherstel stonden daarbij voorop, de maatregelen bestonden uit een combinatie van ontgrinding en natuurontwikkeling. Het is tegelijk een natuur- en waterbeheerproject waarin de Nederlandse en de Vlaamse overheden  samenwerken en waarbij ook de ontwikkeling van natuurtoerisme ruimte krijgt.
In Nederland werd ook gesproken over 'de Maaswerken', omdat een dergelijk project aan Nederlandse zijde ook uitgevoerd werd in de Zandmaas, ten noorden van de Grensmaas. In 2005 werd de Uitvoeringsovereenkomst getekend met de provincie Limburg en de toenmalige ministeries van Verkeer en Waterstaat en Landbouw, Natuur en Voedselkwaliteit. In oktober 2008 werd in Itteren het officiële startsein gegeven voor het project dat zeker vijftien jaar zou in beslag nemen.
Doelstellingen van het project zijn:
- het voorkomen van overstromingen;
- het veilig stellen van bronnen voor drinkwater;
- meer veiligheid voor de inwoners van de Maasdorpen;
- ecologisch herstel van de Maas en zijn uiterwaarden door de komst van duizend hectare nieuwe natuur;
- de winning van 53 miljoen ton grind;
- nieuwe bestemmingen voor de Maasplassen.

In 2005 kozen de gedeputeerden bevoegd voor Leefmilieu en Toerisme van de provincie Belgisch-Limburg voor een integrale aanpak van de 'Grote Landschappelijke Eenheid Maasvallei'. Het Regionaal Landschap Kempen en Maasland kreeg de opdracht om met 'Toerisme Limburg' een ‘Plan van Aanpak Maasvallei’ uit te werken. In 2006 werd een 'Plan van Aanpak' gepresenteerd dat voorzag in een 1200 ha groot park. De bedoeling daarvan was om verrommeling, die onder meer door de grindwinning was ontstaan, een halt toe te roepen en natuurwaarden te ontwikkelen. Dit resulteerde in de creatie van het 'RivierPark Maasvallei', dat ook aan de Nederlandse zijde van de Maas gestalte kreeg. Sinds 13 oktober 2023 is het door de Vlaamse Regering erkend als ('grensoverschrijdend') Landschapspark Maasvallei.

## Uitvoering
Aan Belgische zijde werden de werken uitgevoerd onder auspiciën van NV De Scheepvaart namens de Vlaamse overheid, aan Nederlandse zijde richtte Rijkswaterstaat het Consortium Grensmaas bv op, een samenwerkingsverband van elf grindbedrijven, drie aannemers en de Vereniging Natuurmonumenten. Deze onderneming moest het project kostendekkend uitvoeren. Ze werd daarom in de gelegenheid gesteld extra grind te winnen. Zowel de rivierbeveiliging als de natuurontwikkeling worden betaald uit de opbrengst van deze grindwinning. Vanaf 1993 groeide er een structurele overheidssamenwerking in de 'Vlaams Nederlandse bilaterale Maascommissie' (VNBM).
Bij het uitwerken van de plannen werden volgende principes gehanteerd: het verruimen van de zomerbedding van de rivier -ook op een aantal flessenhalzen- door het verplaatsen, verlagen of lokaal zelfs verwijderen van zomerdijken, het verlagen van de oevers door ontgrinding in het winterbed en de aanleg van grinddrempels. Zo kreeg de Maas meer ruimte, waardoor het waterpeil bij hoog debiet minder hoog komt te staan en het water ook minder snel zal stromen. De rivier zal bij laagwater binnen deze brede bedding haar eigen stroomdynamiek ontwikkelen en bij hoogwater meer water kunnen opslaan.
De verruiming is belangrijk voor de waterveiligheid van meer dan tienduizend inwoners in het mijnverzakkingsgebied van Eisden - Leut - Meeswijk - Lanklaar, dat onder het huidige waterpeil ligt. De zomerdijk tussen het veer van Stokkem en Molenveld werd eveneens verlaagd om ook hier de Maas meer ruimte te geven bij hoogwater. De bodemverlaging werd gerealiseerd door grind te winnen. Het ging om meer dan drie miljoen kubieke meter grind dat zich in de ondergrond van het winterbed bevond. Het grind wordt afgevoerd en verwerkt door 'Steengoed Projecten cvba', die grondeigenaar is van het gebied. Hiervoor werd met nv De Scheepvaart een overeenkomst gesloten.
Grinddrempels die in de Grensmaas zijn aangelegd gaan verdroging van delen van het Nationaal Park Hoge Kempen op de linkeroever tegen. Daarnaast kunnen vissen, vogels en zoogdieren er schuil- en broedplaatsen vinden. Ook werden in bepaalde bochten stroomgeleidingsdammen aangelegd oevers versterkt om erosie tegen te gaan.
Er was soms niet voldoende plek om de rivier meer ruimte te kunnen bieden. Daarom werd dan gezocht naar oplossingen aan de andere zijde. De werken in het zuidelijk deel van de Grensmaas werden voornamelijk op Belgisch grondgebied (in Hochter Bampd, Herbricht en Kotem) uitgevoerd met Nederlandse middelen voor een totale kostprijs van vijf miljoen euro, bovenop de uitvoering van het Nederlandse 'Programma Maaswerken' en het 'Vlaams investeringsprogramma voor de Maas'. Hiermee zijn eveneens enkele honderden hectaren natuurgebied gecreëerd waarin kan worden gerecreëerd. Dit natuurgebied maakt deel uit van het grensoverschrijdende Rivierpark Maasvallei. 

## Natura 2000

### De Nederlandse Oever

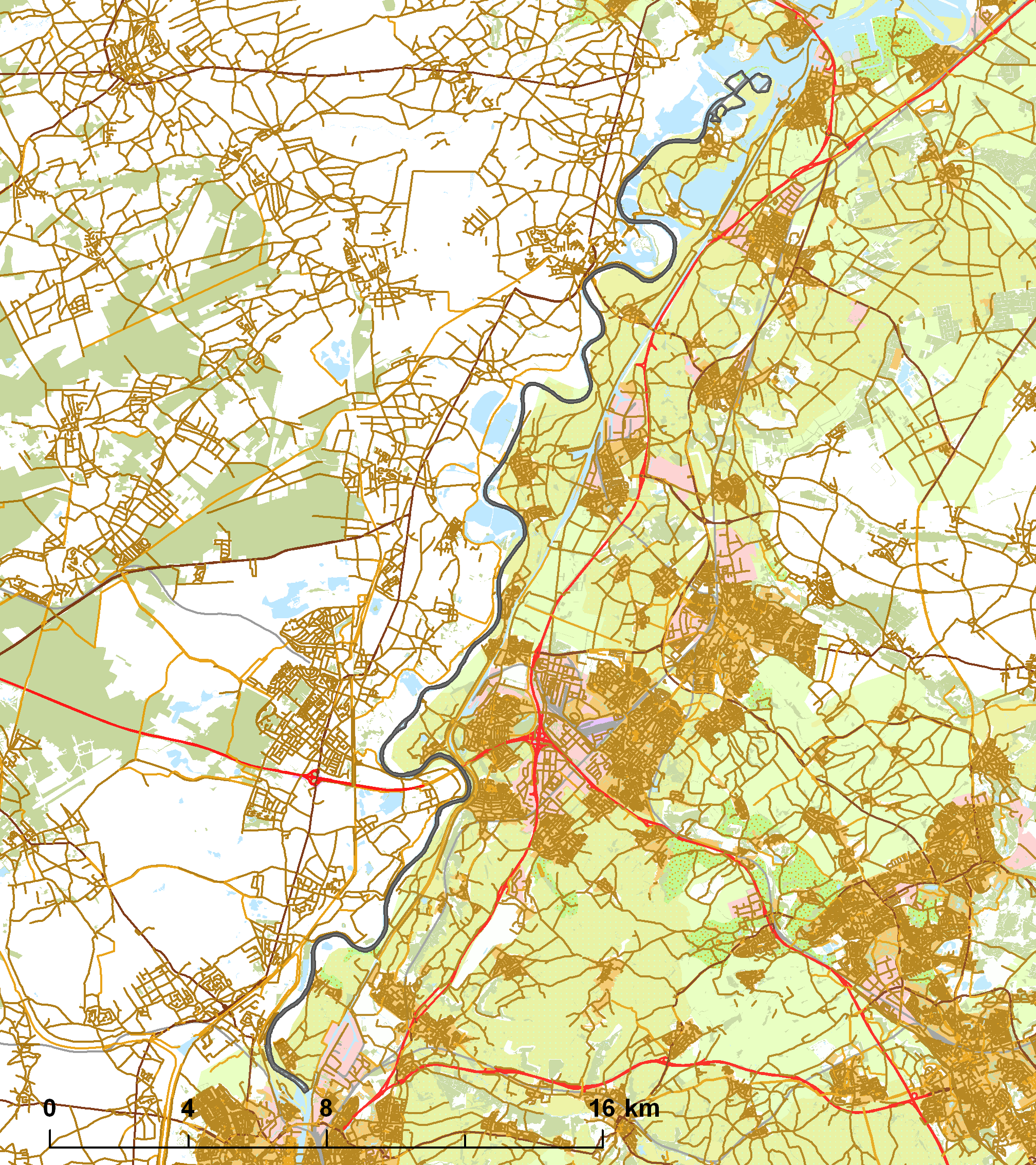
Natura 2000-gebied langs de Nederlandse oever

Een gebied van 301 hectare in de gemeenten Echt-Susteren, Maasbracht, Maastricht, Meerssen, Sittard-Geleen, Stein en Thorn is een Natura 2000-gebied.
Natuurmonumenten en Staatsbosbeheer kregen de nieuwe natuurgebieden in Nederland langs de Grensmaas in beheer. Deze organisaties bevorderen 'struinnatuur' die toegankelijk blijft door de inzet van onder meer Konikpaarden en Galloway-runderen. Door wisselende waterstanden kan een gevarieerd ooiboslandschap vorm krijgen. Rijkswaterstaat, die voor de waterhuishouding verantwoordelijk bleef, wenst de rivier echter in toom te houden met een drie meter hoge dam van stortsteen.
De bedding van de Grensmaas is de verantwoordelijkheid van Rijkswaterstaat. Na de droogte in mei-juni-juli 2018 constateerde een natuurfotograaf grote vervuiling van het drooggevallen Grensmaasgebied bij Itteren. Onduidelijk was wie er verantwoordelijk was voor het via het water aangevoerde afval. Men had geen geld om deze 'vuilnisbelt' op te ruimen in het Natura 2000-gebied.

### De Belgische Oever
Uiterwaarden langs de Limburgse Maas en Vijverbroek (140 hectare), samen 645 hectaren in de gemeenten Kinrooi, Maaseik, Dilsen-Stokkem, Maasmechelen en Lanaken, Rivierpark Maasvallei genoemd.
Belangrijke beheerders van het RivierPark zijn nv De Scheepvaart, Natuurpunt vzw en Limburgs Landschap vzw. Bij de inrichtingswerken door nv De Scheepvaart wordt optimaal rekening gehouden met de natuurdoelen voor deze speciale beschermingszone ter uitvoering van de Europese Vogel- en Habitatrichtlijnen. De ingerichte natuurgebieden worden in beheer gegeven aan de natuurverenigingen. Plaatselijk wordt ook samengewerkt met landbouwers. Uiteraard is ook de grindsector een belangrijke speler.

## Achtergrond
De gemiddelde afvoer van water via de Maas bedraagt 250 kubieke meter per seconde. Bij aanhoudende neerslag kan het debiet oplopen tot 3.000 kubieke meter per seconde en meer. Bij langdurige droogte kan dit dalen tot 30 kubieke meter.
De rivier kan 's winters in een snel tempo aangroeien, terwijl ze in de zomer op veel plaatsen te voet overgestoken kan worden. Al sinds 1840 werd de Maas herhaaldelijk verlegd, verbreed en verdiept (zie ook Maasverbetering). Toch bleven overstromingen zich voordoen: de Maas werd als het ware in een nauw korset gedwongen van zomer- en winterdijken, waardoor er geen ruimte meer was voor het bergen (bufferen) van rivierwater.
Het project vloeit voort uit de verontrustende klimaatscenario’s die op hogere rivierafvoeren wezen en de Maasoverstromingen van 1993 en 1995. De Nederlandse dorpen rond de Maas verdwenen toen letterlijk in de uitdijende rivier. In Vlaanderen bleef de Maas binnen het winterbed. Enkel in Heppeneert ging het Maaswater over de winterdijk. De dorpen langs de Belgische oever werden vooral getroffen door kwelwater en grondwater. Ruim een jaar na de overstroming van december 1993 trad de Maas door de grote hoeveelheden neerslag in de Ardennen en Noord-Frankrijk, op 14 januari 1995, opnieuw buiten haar oevers. De overstromingen in 1993 en 1995 waren ongekend (zie Overstromingen van de Maas). Ze leidden tot een samenwerking tussen de Vlaamse Overheid en de Nederlandse regering. De eerste stap daarin was de sluiting van het eerste Maasverdrag in 1994.